# Acraea igola
Telchinia igola là một loài bướm ngày thuộc họ Nymphalidae. Nó được tìm thấy ở the East Cape along the coast to KwaZulu-Natal, Zimbabwe, Mozambique, đông bắc Tanzania.
Sải cánh dài 40–45 mm đối với con đực và 45–53 mm đối với con cái. Con trưởng thành bay quanh năm, nhiều nhất vào từ tháng 10 đến tháng 4. It is very scarce in dry months.
Ấu trùng ăn Urera woodii và Urera trinervis.